# Rejon augustowski
Rejon augustowski (biał. Аўгустоўскі раён) – istniejący formalnie  w latach 1940-1945 (de facto 1940-1941 i 1944-1945) rejon w północno-zachodniej części Białoruskiej SRR, w obwodzie białostockim. Siedzibą władz był Augustów.
Rejon powołano do życia decyzją Prezydium Rady Najwyższej Białoruskiej Socjalistycznej Republiki Radzieckiej z 15 stycznia 1940, gdy tworzono nowy podział administracyjny kraju (dotychczas obwody dzieliły się na powiaty). W jego skład weszły dawne gminy Bargłów, Dębowo, Kolnica, Pruska i Sztabin oraz miasto Augustów. Rejon objął zatem zachodnie tereny okupowanego przez ZSRR powiatu augustowskiego, a więc bez dwóch gmin włączonych do III Rzeszy (Dowspuda i Szczebro-Olszanka) oraz obszarów, które znalazły się w składzie rejonu sopoćkińskiego.
25 lutego 1940 Rejonowy Komitet Wykonawczy dokonał podziału rejonu na gminy wiejskie (sielsowiety): Augustów, Bargłów Kościelny, Gabowe Grądy, Janówka, Jastrzębna (I i II), Kolnica, Mogielnica, Kroszewo, Pomiany, Sztabin, Uścianki i Wólka Karwowska. Gminą miejską (gorsowietem) był Augustów.
Rejon przestał de facto istnieć, gdy na jego teren wkroczyły wojska niemieckie w czerwcu 1941, włączając go w skład okręgu Białystok.
Po ponownym zajęciu obszaru przez Armię Czerwoną we wrześniu 1944, rejon wrócił pod administrację BSSR.

Na mocy umowy granicznej pomiędzy Polską a ZSRR z 16 sierpnia 1945 roku rejon zlikwidowano i oddano Rzeczypospolitej Polskiej.